# فارس (اسم)
فارس هو اسم علم شخصي مذكر عربي وهو يعني لمحارب راكب الجواد، المتفرِّس في الأمور التي يصبح خبيراً بها خبرةً الفارس في الحروب. يقال: هو فارسٌ بالأمر، أي عالم به، ويعتبر من أكثر الأسماء المنتشرة في الدول العربية.

## الشخصيات
- فارس كرم مغني لبناني
- فارس السلطان متسابق ترايثلون ألماني من أصل عراقي
- فارس الحلو ممثل سوري
- فارس آل شويل عضو سعودي في تنظيم القاعدة
- فارس الخوري سياسي سوري
- فارس مناع سياسي ورجل أعمال يمني
- فارس الذهبي كاتب سوري
- فارس الفرجاني مبارز سيف شيش تونسي
- فارس الخالدي ممثل سعودي
- فارس الدين أقطاي الجمدار ملك مملوكي مصري
- فارس بويز سياسي لبناني
- فارس جمعة لاعب كرة قدم إماراتي
- فارس يوسف ججو سياسي ووزير عراقي
- فارس سباعنة شاعر فلسطيني
- فارس طعمة التميمي مخرج وممثل عراقي
- فارس عوض معلق رياضي إماراتي
- فارس عودة طفل فلسطيني قتل بيد الإسرائيليين
- فارس فلاحي لاعب كرة قدم جزائري
- فارس قره بيت رسام كاريكاتير سوري
- فارس يواكيم مذيع لبناني